# Cornelis van Haarlem
Cornelis Corneliszoon van Haarlem, född 1562, död 11 november 1638, var en holländsk målare.
Van Haarlem anslöt sig till den romaniserande skolan och upprättade i Haarlem tillsammans med Karel van Mander d.ä. och Hendrick Goltzius en akademi med antik- och aktstudier. Van Haarlem var tydligt influerad av manierismen.
Av hans verk finns Venus och Adonis, Tiden och människorna samt Allegori över livets korthet på Nationalmuseum i Stockholm. Av den senare finns även en replik på Kunstmuseet i Köpenhamn och han är även representerad vid bland annat Göteborgs konstmuseum.

## Verk i urval

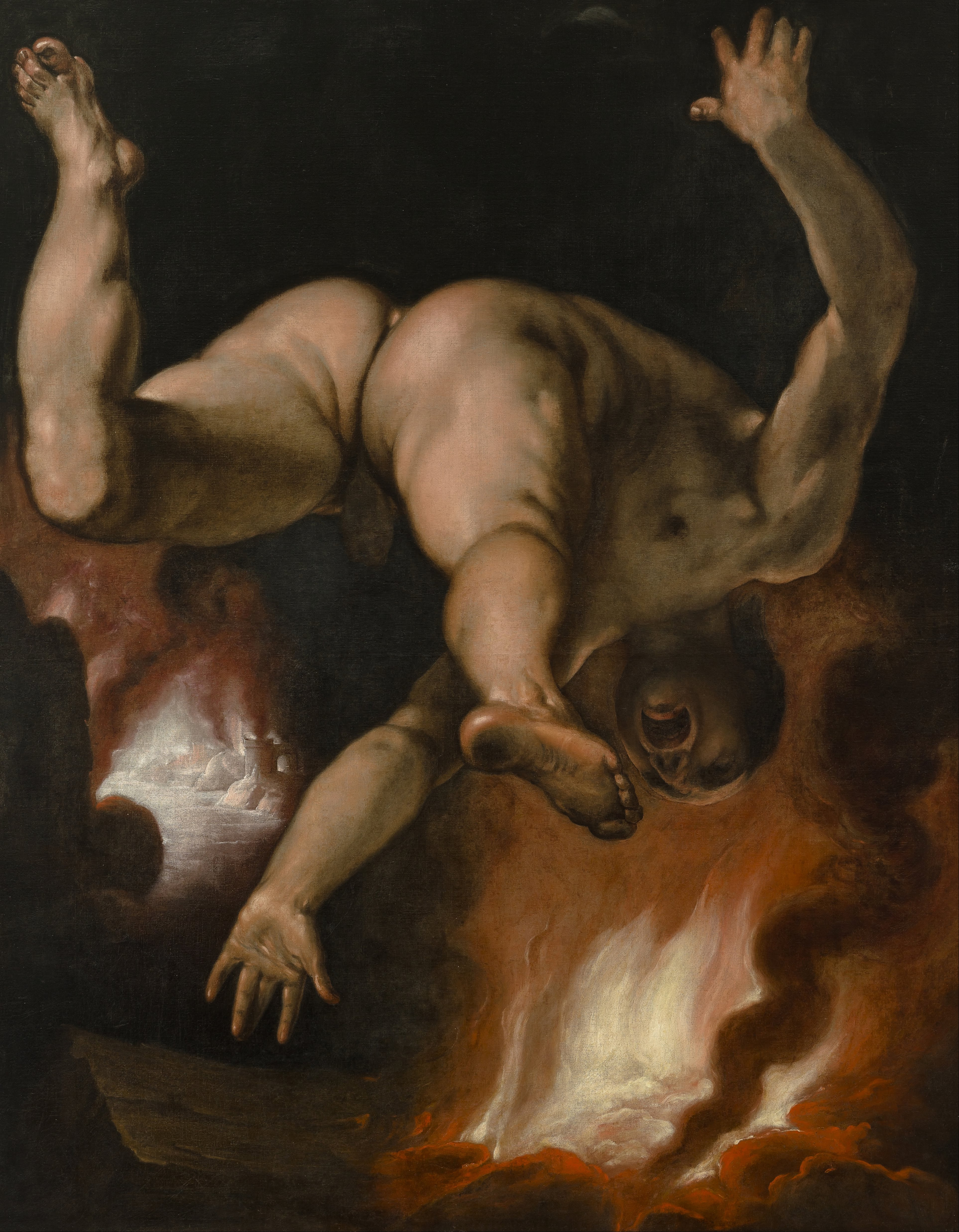
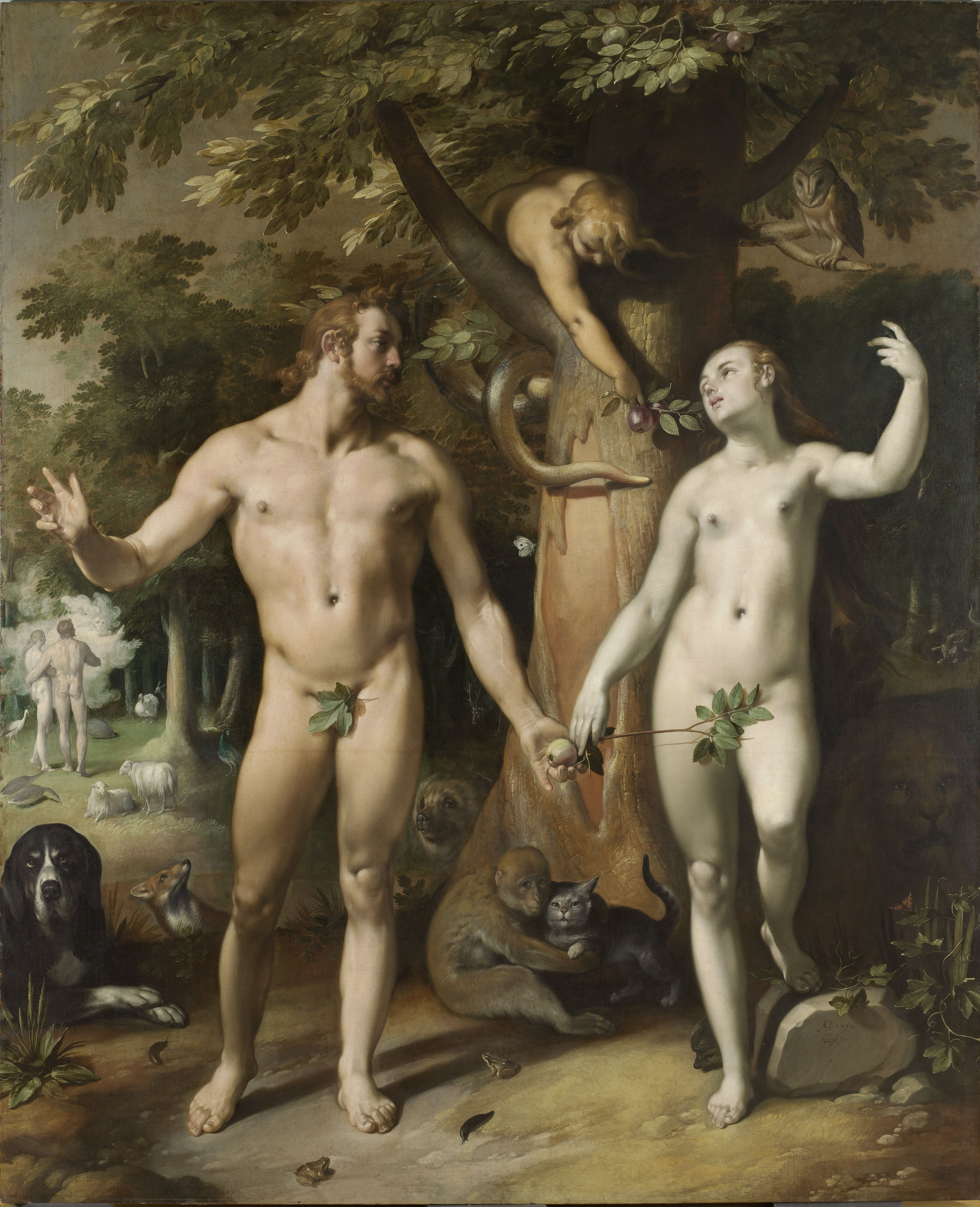
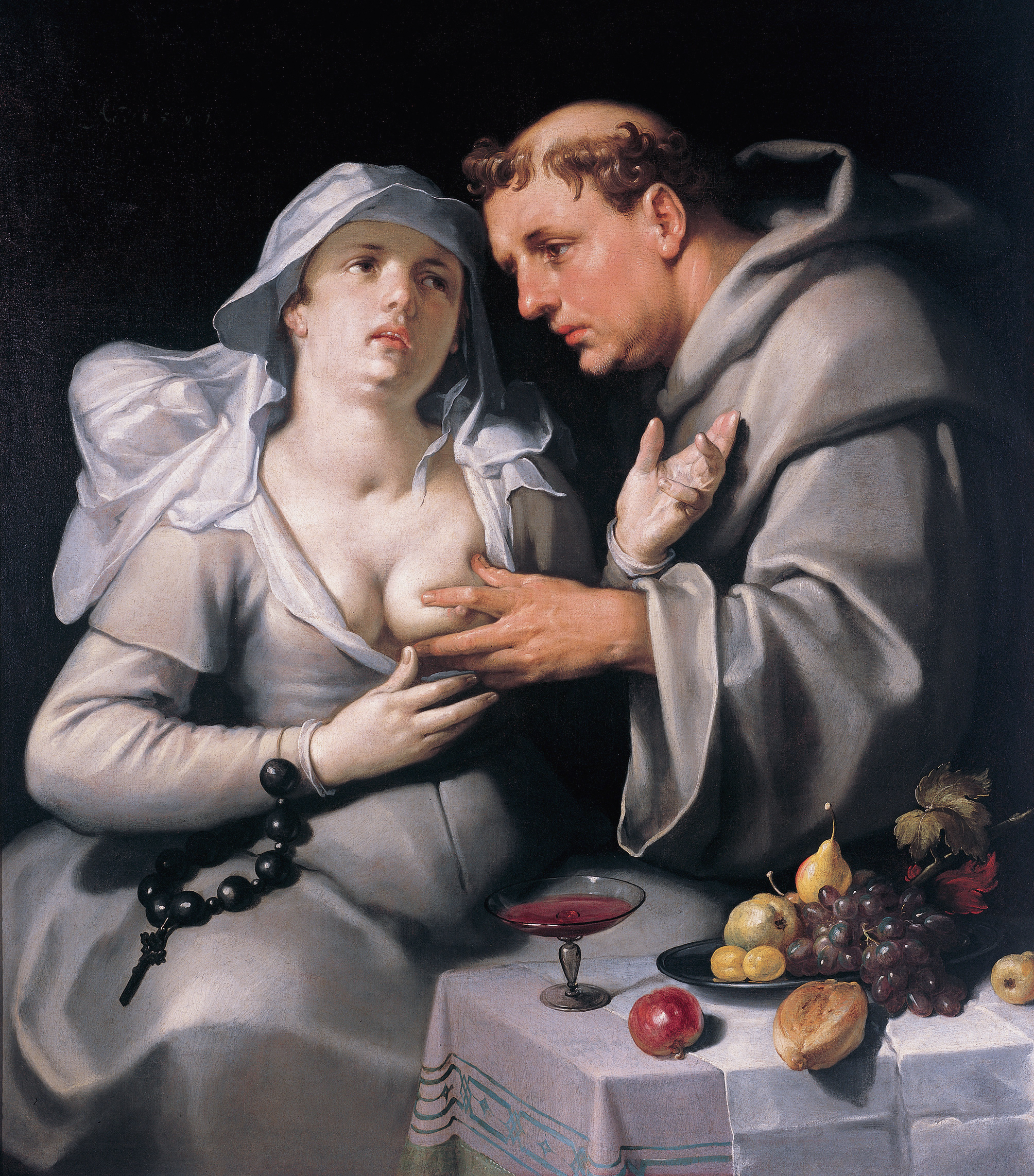
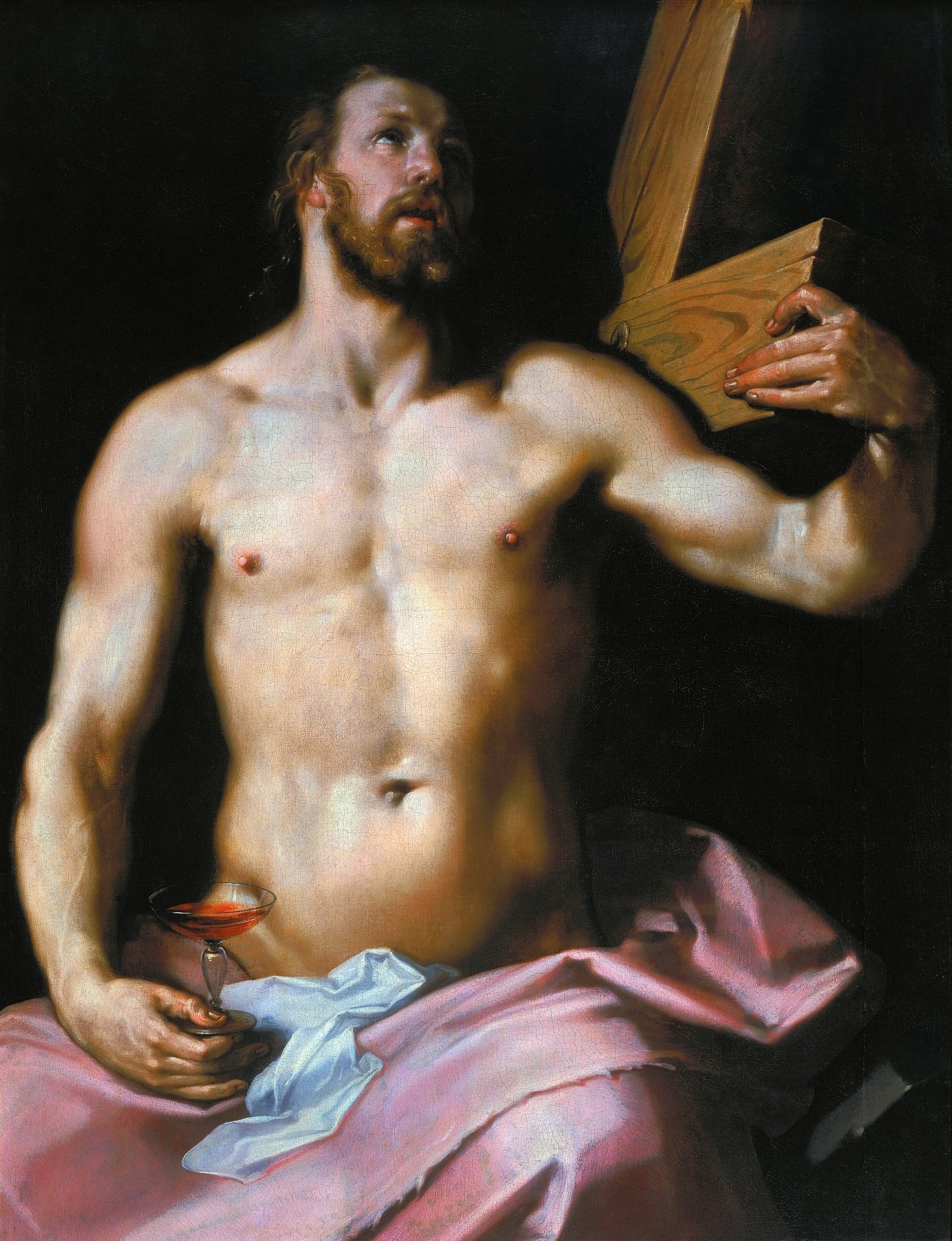